# Sowliny (Limanowa)
Sowliny – część miasta Limanowa w Polsce położona w województwie małopolskim, w powiecie limanowskim.
Część wsi Sowliny została włączona do Limanowej w 1933 i 1977 roku, tworząc w niej – w północno-wschodniej części miasta – dzielnicę. Położona jest nad Sowlinką, Potokiem Skrudlak, Potokiem Zarębki, Potokiem Przylaski i przy skrzyżowaniu drogi krajowej nr 28 z drogą wojewódzką 965.
W dzielnicy znajdują się: stacje paliw, poczta, osiedle mieszkaniowe, parafia i kościół pod wezwaniem św. Stanisława Kostki.

## Ulice
- Błękitna – we wschodniej części dzielnicy, na osiedlu Polówka, domy jednorodzinne z lat 70. i 80. XX w.;
- Bujaka – w północnej części dzielnicy na osiedlu Metalowców, domy jednorodzinne z lat 70. i 80 XX w.;
- Ceglarska – we wschodniej części dzielnicy, domy jednorodzinne z lat 70. XX w., fabryka okien i drzwi;
- Darniowa – we wschodniej części dzielnicy, na osiedlu Polówka, domy jednorodzinne z lat 70. i 80. XX w.;
- Fabryczna – w zachodniej części dzielnicy, obiekty handlowe, usługowe i magazynowe, na terenie byłej rafinerii, bloki mieszkalne;
- Graniczna – w północnej części dzielnicy, wyznaczająca granice z miejscowością Sowliny, domy jednorodzinne;
- Kamienna (część południowa) – w północno-zachodniej części dzielnicy, lewobrzeżnie nad rzeką Sowlina, domek myśliwki i strzelnica;
- Krakowska – droga krajowa nr 28, w zachodniej części dzielnicy, kościół, obiekty handlowe, stacja paliw, domy jednorodzinne;
- Kusocińskiego (część północno-zachodnia) – w południowej części dzielnicy, prawobrzeżna rzeki Sowlina, domy jednorodzinne;
- Kwiatowa – w zachodniej części miasta, niezabudowana;
- Lipowa (część północna) – w centrum dzielnicy, przy kościele św. St. Kostki, most na rzece Sowlina;
- Lisia – w północnej części dzielnicy na osiedlu Metalowców, domy jednorodzinne z lat 70. i 80. XX w.;
- Metalowców – w północnej części dzielnicy na osiedlu Metalowców, domy jednorodzinne z lat 70. i 80. XX w.;
- Miła – we wschodniej części dzielnicy, na osiedlu Polówka, domy jednorodzinne z lat 70. i 80. XX w.;
- Myconia – w północnej części dzielnicy na osiedlu Metalowców, domy jednorodzinne z lat 70. i 80. XX w.;
- Piłsudskiego (część północna) – droga krajowa nr 28, osiedle bloków spółdzielczych, poczta, domy jednorodzinne z okresu całego XX w., ZSS nr 2 w Limanowej, przedszkole nr 2 w Limanowej
- Pod Górą –  we wschodniej części dzielnicy, na osiedlu Polówka, domy jednorodzinne z lat 70. i 80. XX w.;
- Rzeczna – w północnej części dzielnicy, nad Potokiem Skrudlak i Sowliną, obiekty produkcyjno-przemysłowe, Zakład Gospodarki Komunalnej i Mieszkaniowej;
- Skrudlak – w północnej części dzielnicy, na os. Metalowców, domy jednorodzinne;
- Stroma – w zachodniej części dzielnicy, niezabudowana;
- Sucha – w zachodniej części dzielnicy, prawobrzeżna Potoku Zarębki;
- Tarnowska (część południowa) – droga wojewódzka nr 965, w północnej części dzielnicy, obiekty produkcyjno-handlowe, Zakłady Mięsne Laskopol, stacja paliw, domy jednorodzinne;
- Węgrzynowicza – w zachodniej części dzielnicy, na osiedlu Polówka, domy jednorodzinne
- Wierzbowa – we wschodniej części dzielnicy, na osiedlu Polówka, domy jednorodzinne z lat 70. i 80. XX w.;
- Willowa – w północno-zachodniej części dzielnicy – os. Metalowców, domy jednorodzinne z lat 70. i 80. XX w.;
- Witosa – droga wojewódzka nr 965, w północnej części dzielnicy, biblioteka pedagogiczna, liceum ogólnokształcące, przychodnia lekarska, dom opieki społecznej, apteka, domy jednorodzinne i bloki mieszkalne;
- Wójtowicza – w północnej części dzielnicy na osiedlu Metalowców, domy jednorodzinne z lat 70. i 80. XX w.;
- Zadziele – w zachodniej części miasta, domy jednorodzinne;
- Zacisze – we wschodniej części dzielnicy, na osiedlu Polówka, domy jednorodzinne z lat 70. i 80. XX w.;